# Rocket (locomotiva)

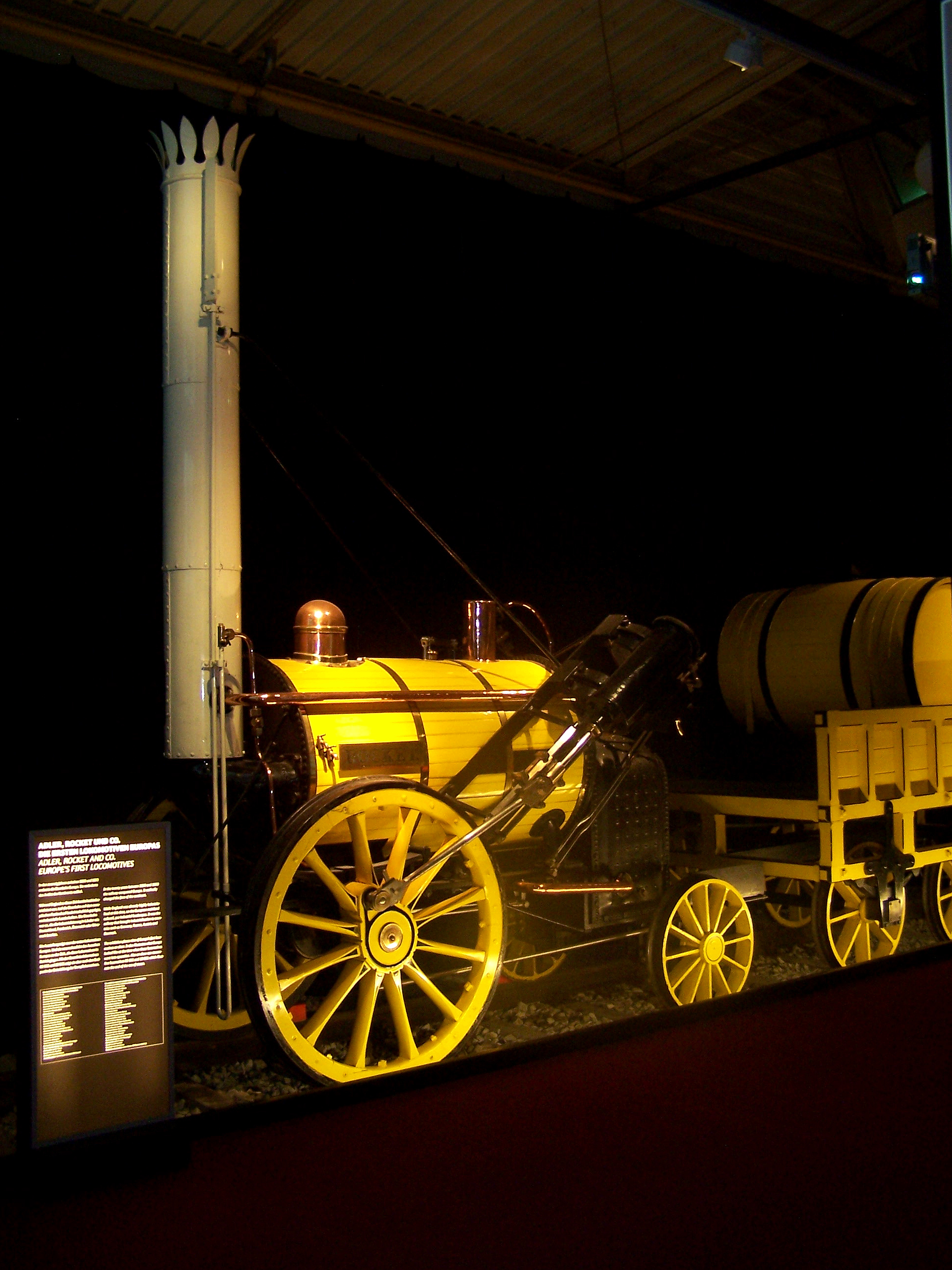
Réplica da Rocket em sua condição original no Museu do Transporte em Nuremberg, Alemanha, durante a exposição "Adler, Rocket and Co."

A locomotiva Rocket, também conhecida como Stephenson's Rocket, era uma locomotiva a vapor de arranjo de roda 0-2-2. Foi projetada por Robert Stephenson e construída em sua empresa, a Robert Stephenson and Company, localizada em Newcastle upon Tyne, Inglaterra, visando a Rainhill Trials, uma competição importante nos primeiros dias das ferrovias de locomotivas a vapor, ocorrida em outubro de 1829 para escolher o melhor design para a Liverpool and Manchester Railway. Os participantes tinham que viajar 56 km, abastecer com combustível e água e retornar carregando uma carga pesada. A Rocket triunfou com uma velocidade média de 24 km/h, vencendo a disputa contra outros quatro competidores.
Embora a Rocket não tenha sido a primeira locomotiva a vapor, foi a primeira a reunir várias inovações que a levaram a ser a mais avançada de seu tempo. É o exemplo mais famoso de um design evolutivo de locomotivas de Stephenson, que se tornou o modelo para a maioria das máquinas a vapor nos 150 anos seguintes.
Ela foi preservada e agora está em exibição no Science Museum, em Londres.

## Design

### Layout Básico
A Rocket possuia um alto cano de chaminé na frente, uma caldeira cilíndrica no meio e uma caixa de fogo separada na parte traseira. O grande par de rodas dianteiras de madeira era conduzido por dois cilindros externos ajustados em um ângulo. As rodas traseiras menores não foram acopladas às rodas motrizes, resultando em um arranjo 0-2-2.

### Objetivos do projeto
Stephenson projetou a Rocket para a Rainhill Trials e as regras específicas desse concurso. Como a primeira estrada de ferro destinava-se menos a passageiros do que ao transporte de cargas, o regulamento enfatizava a velocidade e exigia confiabilidade, mas o peso das locomotivas também estava fortemente restringido. As de seis rodas estavam limitadas a seis toneladas e as de quatro rodas a quatro toneladas e meia. Em particular, o peso do trem que se espera ser transportado não seria mais do que três vezes o peso real da locomotiva. Stephenson percebeu que, independentemente do tamanho das locomotivas anteriormente bem-sucedidas, este novo concurso favoreceria um projeto rápido e leve, de potência apenas moderada.

### Inovações

#### Único par de rodas motrizes
A decisão mais visível de Stephenson foi usar um único par de rodas motrizes, com um pequeno eixo de transporte para trás. Esta foi a primeira 0-2-2 e a primeira locomotiva de condutor único. O uso de condutores individuais deu várias vantagens. O peso das hastes de acoplamento foi evitado e o segundo eixo poderia ser menor e mais leve, pois só carregava uma pequena proporção do peso. A rocket colocou um pouco mais de 2½ toneladas de seu peso total de 4¼ de peso em suas rodas de direção, uma carga de eixo maior do que a Sans Pareil, embora a 0-4-0 tenha sido mais pesada, atingindo 5 toneladas e oficialmente desqualificada por estar acima do limite de 4½ toneladas. Os primeiros projetos de locomotivas estavam preocupados com o fato de que a adesão das rodas seria inadequada, mas a experiência de Stephenson convenceram de que isso não seria um problema, particularmente com os trens ligeiros do concurso de testes.

#### Múltiplas caldeiras fogo-tubo
A Rocket utilizava um projeto de caldeira multi-tubular. As caldeiras das locomotivas anteriores consistiam em um único tubo cercado por água (embora a Lancashire Witch tivesse chaminés gêmeas). A Rocket possuía 25 tubos de fogo de cobre que transportavam o gás de exaustão quente da caixa de fogo, através da caldeira úmida até o tubo de explosão e a chaminé. Este arranjo resultou em uma área de contato superficial extremamente aumentada do tubo quente com água da caldeira quando comparada a uma única boca larga. Além disso, o aquecimento irradiante da caixa de fogo ampliada ajudou a aumentar ainda mais o consumo de vapor e, portanto, a eficiência da caldeira.
O inovador original do uso de caldeiras multi-tubulares não é claro, sendo o feito disputado entre Stephenson e francês Marc Seguin. Sabe-se que Seguin visitou Stephenson para observar a sua Locomotion No. 1, e que ele também construiu duas locomotivas multi-tubulares de seu próprio projeto para o trem Saint-Étienne-Lyon antes da Rocket. A caldeira da Rocket era da forma mais desenvolvida, com a caixa de fogo separada e um tubo de limpeza por ar encanado, ao invés dos ventiladores pesados de Seguin. Mas ela não foi a primeira caldeira multi-tubular, embora até os dias atuais não seja claro de quem foi a invenção.
Os benefícios do aumento da área do tubo de fogo também foram tentados por John Ericsson e John Braithwaite na locomotiva Novelty, outra a estar em Rainhill. Seu design, porém, usou um único tubo de fogo, dobrado em três. Isso ofereceu uma área de superfície aumentada, mas apenas ao custo de um comprimento proporcionalmente maior. Seu arranjo também tornou a limpeza do tubo impraticável. As vantagens da caldeira de tubos múltiplos foram rapidamente reconhecidas, mesmo para locomotivas pesadas e de carga lenta.

#### Cano de Descarga
Rocket também usou um cano de descarga, alimentando o vapor de escape dos cilindros na base da chaminé, de modo a induzir um vácuo parcial e puxar o ar através do fogo. O crédito para a invenção é disputado, embora Stephenson já o utilizasse em 1814. O cano de descarga funcionou bem na caldeira multi-tubo da Rocket, mas em projetos anteriores com um único tubo de combustão através da caldeira criava tanta sucção que tendia a apagar o fogo e atirar cinzas ardentes na chaminé, aumentando o consumo de combustível.

#### Cilindros mais próximos da horizontal

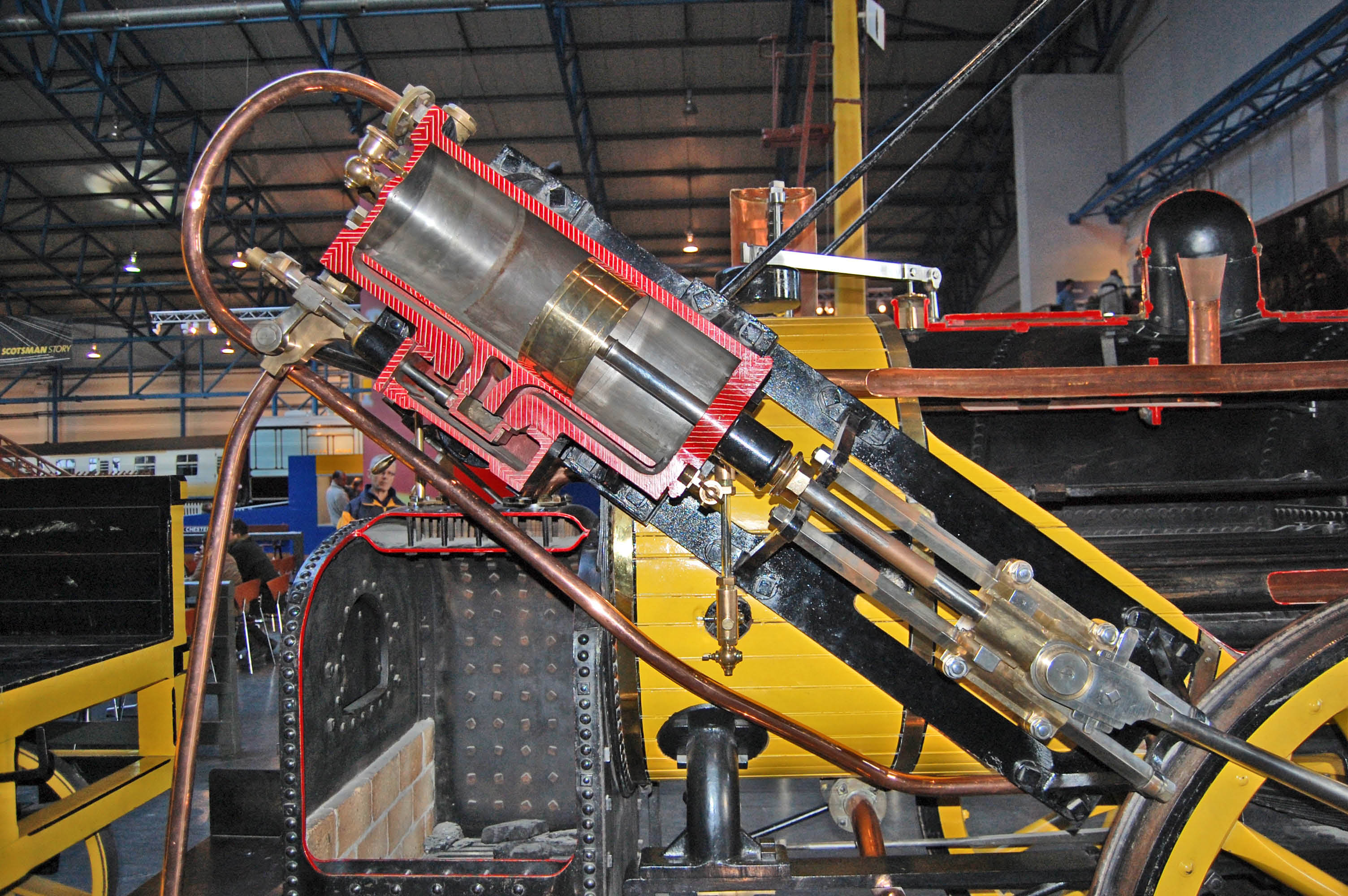
Vista cortada do cilindro e válvula de vapor da réplica da locomotiva Rocket

Assim como a Lancashire Witch, a Rocket possuía dois cilindros ajustados em ângulo horizontal, com os pistões dirigindo um par de rodas de 1.435 m de diâmetro. A maioria dos projetos anteriores tinha os cilindros posicionados verticalmente, o que deu aos motores um movimento de balanço desigual enquanto avançavam ao longo da pista. Posteriormente, a Rocket foi modificada de modo que os cilindros foram ajustados perto da horizontal, um layout que influenciou quase todos os projetos que se seguiram.

#### Pistões diretamente conectados a rodas motrizes
Novamente do mesmo modo que a Lancashire Witch, os pistões da Rocket foram conectados diretamente às rodas motrizes, um arranjo que é encontrado em todas as locomotivas a vapor subsequentes.

#### Caixa de fogo separada
A caixa de fogo estava separada da caldeira e era de paredes duplas, com uma câmara de água entre elas. Stephenson percebeu que a parte mais quente da caldeira e, portanto, a mais eficaz para evaporar a água era aquela que cercava o próprio fogo. Esta caixa era aquecida pelo calor radiante do coque (tipo de combustível derivado da hulha) incandescente, não apenas pela convecção dos gases de escape quentes.
As locomotivas da era Rocket eram movidas por coque em vez do carvão. Os proprietários locais já estavam familiarizados com as nuvens escuras da fumaça dos motores estacionários a carvão e impunham nos regulamentos a respeito da maioria das novas ferrovias que as locomotivas "consumiriam sua própria fumaça". A lançada pela queima do coque era muito mais limpa. Não foi até 30 anos depois e com o desenvolvimento da caixa de fogo longa e do arco de tijolos que as locomotivas seriam efetivamente capazes de queimar o carvão diretamente.
A primeira caixa de fogo da Rocket era de folha de cobre e com uma forma um pouco triangular do lado. A garganta era feita de tijolo refratário, possivelmente a cabeça também. Quando reconstruída por volta de 1831, foi substituída por um dorso e uma garganta de ferro forjado, com um invólucro de tambor (agora em falta), presumido como de cobre, entre eles. Isso resultou em um volume interno maior e incentivou uma melhor combustão dentro da caixa de fogo, em vez de dentro dos tubos. Estas primeiras caixas de fogo formaram um espaço de água separado do tambor da caldeira e foram conectadas por tubos de cobre externos proeminentes.

### Crédito pelo projeto
Houve diferenças de opinião sobre quem deveria receber o crédito por projetar a Rocket. George Stephenson tinha projetado várias locomotivas antes, mas nenhuma tão avançada. No momento em que ela estava sendo pensada e construída em Newcastle, George estava morando em Liverpool, supervisionando a construção da Liverpool and Manchester Railway. Seu filho Roberth Stephenson havia retornado recentemente de um período de trabalho na América do Sul, assumindo como diretor-gerente da Robert Stephenson and Company. Ele possuía a função de projetar e construir a nova locomotiva. Embora estivesse em contato frequente com seu pai em Liverpool e, provavelmente, tenha recebido conselhos dele, é difícil não dar a maioria das honras pelo design para Robert. Uma terceira pessoa que pode merecer uma quantidade significativa de crédito é Henry Booth, o tesoureiro da Liverpool and Manchester Railway. Acredita-se que tenha partido dela a sugestão do uso de uma caldeira multi-tubular.

### Evolução do design da locomotiva de Stephenson

#### Antes daRocket
A locomotiva Rocket foi construída em um momento de rápido desenvolvimento da tecnologia de motores a vapor. Baseou-se na experiência adquirida com desenhos anteriores de George e Roberth Stephenson, incluindo as locomotivas Blücher (1814); Locomotion No 1 (1825) e Lancashire Witch (1828).
- Blücher (1814)
- Locomotion No 1(1825) - (preservada nos dias atuais)
- Lancashire Witch (1828)

#### Locomotivas tipoRocket
A Rocket foi acompanhada por uma série de outros motores de layout similar 0-2-2 com cilindros montados na traseira construídos para a Liverpool and Manchester Railway antes desta ser inaugurada em 15 de setembro de 1830, culminando na locomotiva Northumbrian (1830), altura em que os cilindros estavam horizontais. Outros motores com design Rocket entregues à L&MR incluíram Arrow, Comet, Dart e Meteor, todas sendo entregues à ferrovia durante 1830.
- Rocket (1829) - Réplica
- Northumbrian (1830)

#### Após aRocket
Por volta da mesma época, Stephenson experimentou cilindros montados na dianteira. A mal sucedida Invicta, de classe 0-4-0, construída em 1829, imediatamente após a Rocket, ainda os tinha em um ângulo. A bem sucedida locomotiva 2-2-0 Planet (1830) tinha cilindros internos montados na frente ajustados para a horizontal.
Os motores construídos para o projeto Planet e o posterior projeto de classe 2-2-2 Patentee, de 1833, tornaram o design da Rocket obsoleto.
- Planet (1830) - Réplica
- Adler (1835) - Réplica – modelo Patentee

## Operação e história subsequente

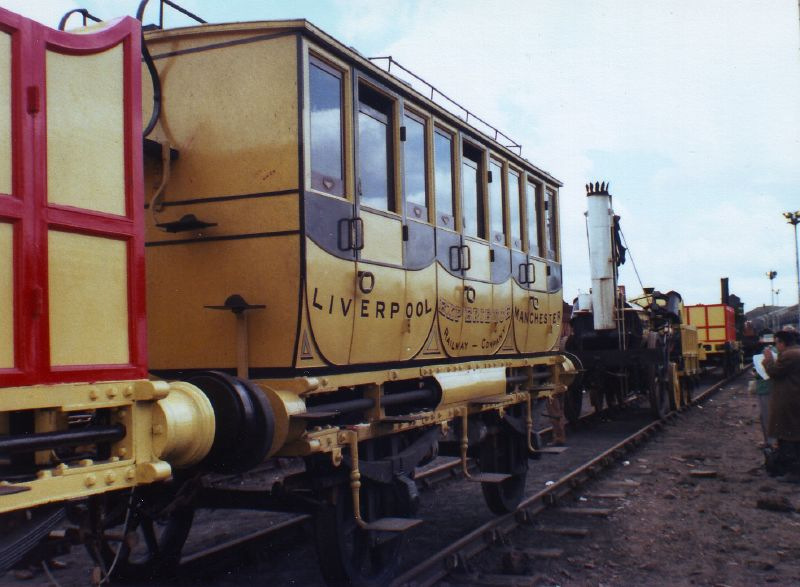
Réplica da Rocket com vagão, utilizada no evento Rocket 150, que marcou os 150 anos da Rainhill Trials, celebrados em 1980

### Dia de abertura
A cerimônia de inauguração da Liverpool and Manchester Railway, em 15 de Setembro de 1830, foi um evento considerável, atraindo figuras ilustres do governo e da indústria, incluindo o primeiro-ministro britânico Arthur Wellesley, 1.º Duque de Wellington. O dia começou com uma procissão de oito trens saindo de Liverpool em direção a Manchester. O desfile foi liderado pela locomotiva Northumbrian, conduzida por George Stephenson, e incluiu a Phoenix, conduzida por seu filho Robert, North Star, guiada por seu irmão Robert Sr., enquanto a Rocket foi dirigida pelo engenheiro assistente Joseph Locke. O dia, no entanto, acabou ficando marcado pela morte de William Huskisson, parlamentar de Liverpool, que foi atingido e morto pela Rocket em Parkside, no que foi considerada a primeira morte em acidente ferroviário da história.

### Serviço
A história entre 1830 e 1840 é apenas vagamente documentada. De 1830 a 1834, a Rocket serviu a Liverpool and Manchester Railway. Após este período na L&MR, a Rocket foi utilizada, entre 1836 e 1840, na Brampton Railway, próximo a Brampton, Cumberland (hoje Cúmbria).

### Modificações

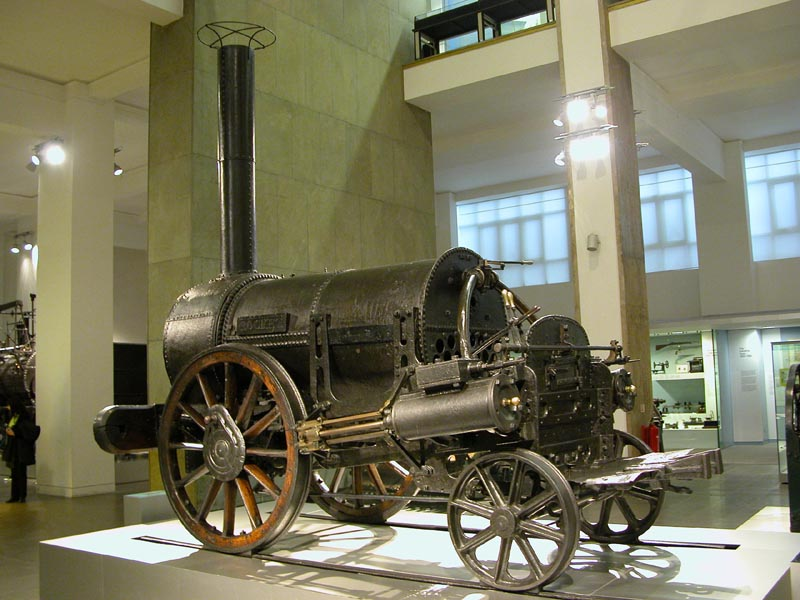
Rocket preservada no Science Museum, em Londres.

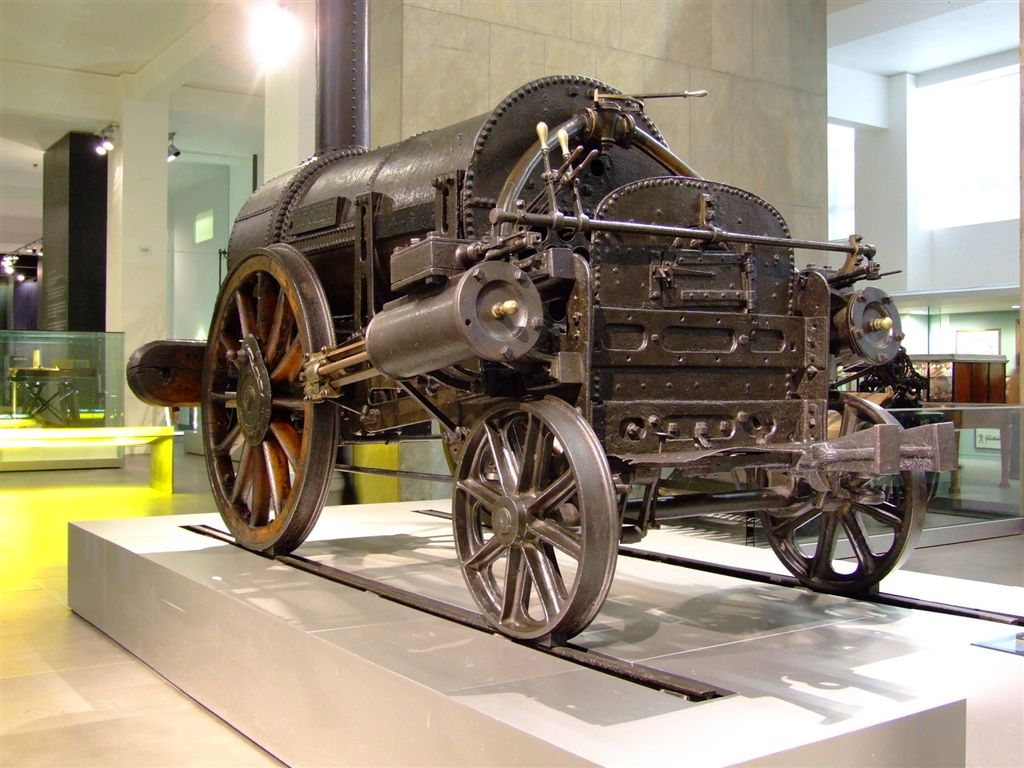
Visão mais aproximada

Construído como um protótipo para ganhar um teste de velocidade, o motor logo foi substituído por projetos aprimorados, como os projetos de Stephenson Northumbrian e Planet, ambos de 1830.
Depois de alguns anos, o projeto Rocket foi muito modificado para tornar-se semelhante à classe Northumbrian. Os cilindros foram alterados para uma posição quase horizontal, em comparação com o arranjo em ângulo; a capacidade da caixa de fogo foi ampliada e a forma simplificada, e a locomotiva recebeu uma caixa de fumaça em tambor. Estes arranjos podem ser vistos no motor hoje. Tais são as mudanças no motor a partir de 1829 que a revista The Engineer, por volta de 1884, concluiu: "Parece-nos indiscutível que a Rocket de 1829 e 1830 possuia motores totalmente diferentes".

#### O motor rotativo de Lord Dundonald
Em 1834, o motor foi selecionado para modificações adicionais (sem sucesso) para testar uma máquina a vapor rotativa recentemente desenvolvida por Lord Dundonald, oficial naval britânico que também foi comandante da Armada Imperial Brasileira no reinado de Pedro I. Com um custo de quase £80, os cilindros e as barras de direção da Rocket foram removidos, e dois dos motores foram instalados diretamente em seu eixo motor com uma bomba de água de alimentação no meio. Em 22 de outubro do mesmo ano, realizou-se um ensaio operacional com resultados decepcionantes. Devido às falhas de design inerentes e as dificuldades de engenharia associadas ao projeto, os motores da Dundonald eram simplesmente muito fracos para a tarefa.

#### Brampton Railway
Em 1836, a Rocket foi vendida por £300, passando a servir à Brampton Railway, uma ferrovia de mineração em Cúmbria. Permaneceu em Tindale, após o período de serviço, até 1862, sendo doada a um museu em Londres.

### Preservação
Em 1862 a Rocket foi doada ao Patent Office Museum, em Londres (hoje Science Museum), pelos Thompsons, habitantes de Milton Hall, em Brampton (. Foi destinada a participar da Grande Exposição do Império Britânico de 1851, no Crystal Palace, mas isso nunca aconteceu pois a preparação da locomotiva para o evento levou muito tempo.
Ela ainda existe, podendo ser vista no Science Museum, embora em uma forma muito modificada em comparação ao seu estado no Rainhill Trials.

## Réplicas
Em 1923, Buster Keaton teve uma réplica funcional construída para o filme Our Hospitality. Dois anos mais tarde, ela foi utilizada novamente em um filme de Al St. John, The Iron Mule, dirigido por Fatty Arbuckle, mentor de Keaton. O paradeiro subsequente da réplica é desconhecido. Há, no entanto, pelo menos duas outras nos Estados Unidos, ambas construídas pela empresa Robert Stephenson and Hawthorns em 1929; uma está no Henry Ford Museum, em Dearborn, subúrbio de Detroit, e a outra no Museum of Science and Industry, em Chicago. A primeira réplica em tamanho real da Rocket, no entanto, parece ter sido uma retratada em um cartão-postal da London & North Western Railway (portanto, antes de 1923).
Uma réplica estática cortada foi construída em 1935 e exibida por muitos anos ao lado de uma original no Science Museum e, em 1979, uma outra réplica foi construída pela Locomotion Enterprises para as comemorações do 150º aniversário da Rocket. Ambas estão hoje no National Railway Museum, em York.